# Ацуши Јонејама
Ацуши Јонејама (јап. 米山 篤志; 20. новембар 1976) бивши је јапански фудбалер.

## Каријера
Током каријере играо је за Токио Верди, Кавасаки Фронтале, Нагоја Грампус и Точиги.

## Репрезентација
За репрезентацију Јапана дебитовао је 2000. године.

## Статистика
| Јапан  | Јапан | Јапан |
| Год.   | Ута.  | Гол.  |
| ------ | ----- | ----- |
| 2000   | 1     | 0     |
| Укупно | 1     | 0     |